# Saptasindhawa

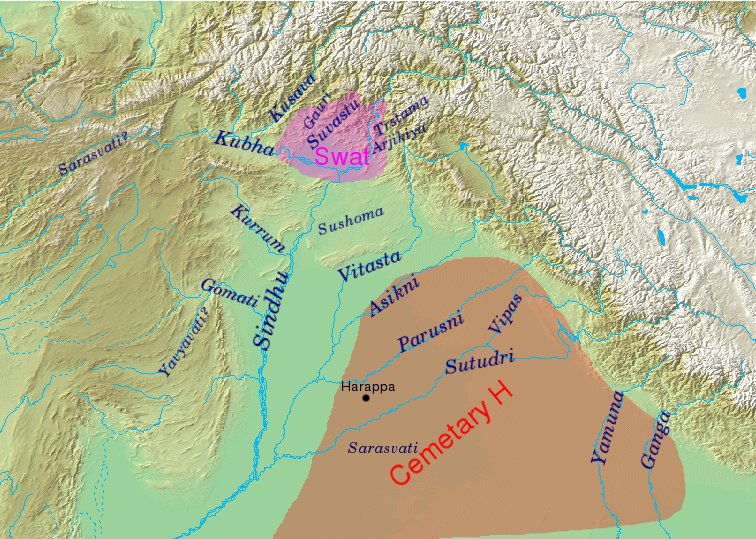

Saptasindhawa (siedem strumieni/rzek) – siedem świętych rzek hinduizmu. Nazwa ta występuje (kilkakrotnie) już w Rygwedzie.
Saptasindhawa to następujące rzeki:
- Ganges ( Ganga Mata = 'Matka Ganges')
- Indus
- Jamuna
- Godawari
- Kaweri
- Narmada
- Saraswati